# Cyathula
Cyathula är ett släkte av amarantväxter. Cyathula ingår i familjen amarantväxter.

## Bildgalleri

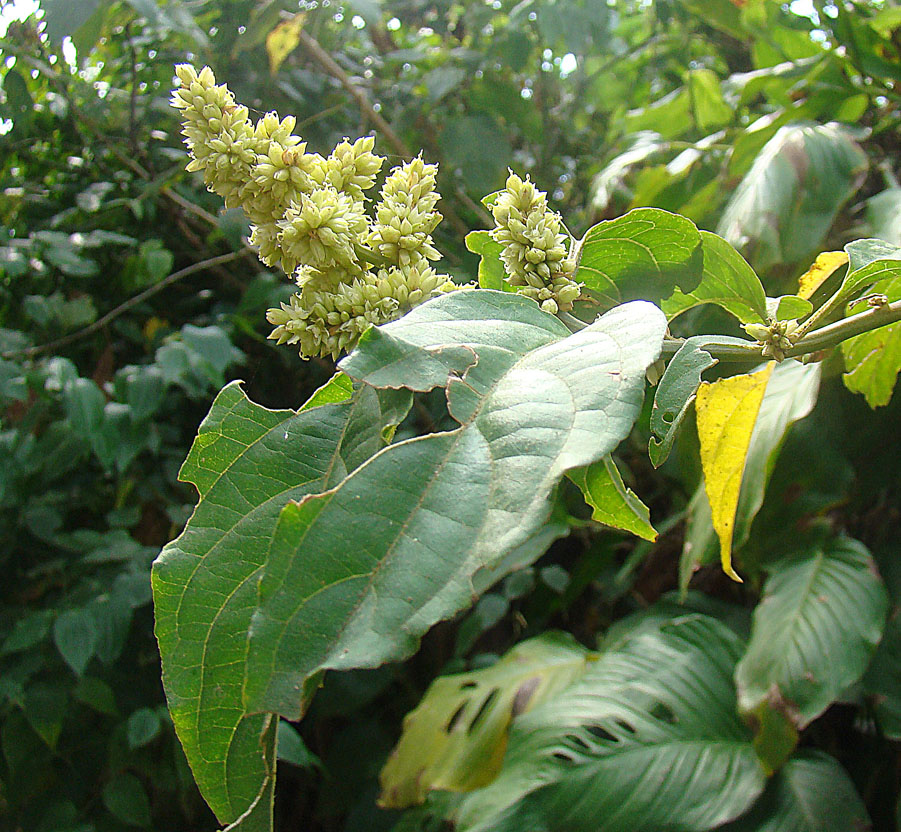

## Dottertaxa tillCyathula, i alfabetisk ordning[1]
- Cyathula achyranthoides
- Cyathula albida
- Cyathula braunii
- Cyathula capitata
- Cyathula cordifolia
- Cyathula coriacea
- Cyathula cylindrica
- Cyathula deserti
- Cyathula distorta
- Cyathula divulsa
- Cyathula echinulata
- Cyathula erinacea
- Cyathula fernando-poensis
- Cyathula geminata
- Cyathula gregorii
- Cyathula humbertiana
- Cyathula kilimandscharica
- Cyathula lanceolata
- Cyathula lindaviana
- Cyathula madagascariensis
- Cyathula mannii
- Cyathula merkeri
- Cyathula mollis
- Cyathula natalensis
- Cyathula orthacantha
- Cyathula orthacanthoides
- Cyathula paniculata
- Cyathula pedicellata
- Cyathula pobeguinii
- Cyathula polycephala
- Cyathula prostrata
- Cyathula schimperiana
- Cyathula spathulata
- Cyathula spathulifolia
- Cyathula strigosa
- Cyathula tomentosa
- Cyathula triuncinata
- Cyathula triuncinella
- Cyathula uncinulata